# Brozjka
Brozjka (ryska: Брожка) är ett vattendrag i Belarus.   Det ligger i voblasten Mahiljoŭs voblast, i den centrala delen av landet, 150 km sydost om huvudstaden Minsk.
Omgivningarna runt Brozjka är en mosaik av jordbruksmark och naturlig växtlighet. Runt Brozjka är det ganska tätbefolkat, med 83 invånare per kvadratkilometer.